# Beiarn
Beiarn és un municipi situat al comtat de Nordland, Noruega. Té 1.034 habitants (2016) i la seva superfície és de 1,222.16  km². El centre administratiu del municipi és la població de Moldjord. Les altres poblacions del municipi són Høyforsmoen, Trones, i Tverrvika.
El municipi se situa just al nord del cercle polar àrtic. El riu Beiarelva travessa el municipi i és un dels principals rius de salmó del nord de Noruega. El Parc Nacional de Saltfjellet–Svartisen està parcialment situat a Beiarn.
Ballangen es va establir el 1925, quan es va separar de Gildeskål. L'escut d'armes del municipi mostra un pi daurat sobre un fons verd, tenint en compte que la zona està coberta de grans pinedes de pi roig.